# Moses Kiptanui
Moses Kipkore Kiptanui, kenijski atlet, * 1. oktober 1970, Elegeyo, Marakwet, Kenija.
Kiptanui je nastopil na  Poletnih olimpijskih igrah 1996 v Barceloni, kjer je osvojil naslov olimpijskega podprvaka v teku na 3000 m z zaprekami. V isti disciplini je osvojil tri zaporedne naslove svetovnega prvaka, v letih 1991, 1993 in 1995, leta 1997 pa je bil srebrn. Postavil je štiri svetovne rekorde v treh disciplinah. 16. avgusta 1992 je s časom 7:28,96 postavil svetovni rekord v teku na 3000 m, veljal je do avgusta 1994, ko ga je izboljšal Noureddine Morceli. Tri dni kasneje je postavil svetovni rekord v teku na 3000 m z zaprekami s časom 8:02,08, 16. avgusta 1995 pa je rekord še izboljšal na 7:59,18. Veljal je do avgusta 1997, ko ga je prevzel Wilson Boit Kipketer. 6. junija 1995 je postavil še svetovni rekord v teku na 5000 m s časom 12:55,30, veljal je do avgusta istega leta, ko ga je izboljšal Hajle Gebrselasije.